# 四国セントラルエナジー
四国セントラルエナジー株式会社（しこくセントラルエナジー）は、愛媛県四国中央市三島紙屋町に本社を置くガス事業者。大阪ガス（Daigas Group)のグループ会社である。

## 概要
2021年3月に愛媛県四国中央市における都市ガス供給事業を目的に大阪ガス、テス・エンジニアリング、四国ガス、四国電力が共同出資により設立。愛媛県四国中央市は製紙、紙加工業において日本屈指の生産量を誇る「紙のまち」で熱需要の多い事業者が複数立地しているが、天然ガス供給インフラが未整備であった。
三島川之江港東埠頭にLNGサテライト基地を整備。2022年12月より四国中央市に製造拠点を構える大王製紙三島工場など産業向けに天然ガスの供給を開始した。事業開始時には年間約3.1万トンの二酸化炭素削減が見込まれてる。

## 沿革
- 2021年3月 - 「四国セントラルエナジー株式会社」設立。
- 2022年
  - 9月 - 本店所在地を大阪府大阪市中央区から愛媛県四国中央市に移転。
  - 12月 - 天然ガスの供給開始。